# 火影忍者 木葉的忍者英雄們2
《火影忍者 木葉的忍者英雄們2》為CyberConnect2開發、萬代最初在2004年於PlayStation 2遊戲主機平臺上所發行的一款格鬥遊戲，為《火影忍者 木葉的忍者英雄們》的續作。原著漫畫《火影忍者》於集英社發行，漫畫家岸本齊史所著。

## 遊戲玩法
單人劇情模式由漫畫、動畫《火影忍者》的劇情開始，故事由中忍考試開始，歷經大蛇丸襲擊中忍考試會場對戰三代火影猿飛蒜山，漩渦鳴人、宇智波佐助、春野櫻對決我愛羅、手鞠、勘九郎，組織「曉組織」的出現（宇智波鼬與干柿鬼鮫），尋找第五代火影綱手的冒險，其中對戰隱藏人物可從中獲得。
對戰模式可選擇一至二人的對戰，單人對戰模式可與電腦NPC對戰。雙人對戰模式之下，可以二位玩家進行對戰。
此代共計有33位角色可供使用，比上一款作品的12位角色多出21位角色可供使用（還而額外增加劇場版《火影忍者劇場版：大活劇！雪姬忍法帖！！》的電影版角色可使用）。

## 接續作品
- 《火影忍者 木葉的忍者英雄們3》

## 外部連結
- 日本官方網站